# Годинівська сільська рада (Герцаївський район)
Годи́нівська сільська́ ра́да — адміністративно-територіальна одиниця та орган місцевого самоврядування в Герцаївському районі Чернівецької області. Адміністративний центр — село Годинівка.

## Загальні відомості
- Населення ради: 1 871 особа (станом на 2001 рік)

## Населені пункти
Сільській раді були підпорядковані населені пункти:
- с. Годинівка
- с. Луковиця

## Склад ради
Рада складалася з 16 депутатів та голови.
- Голова ради: Ботлунг Віорел Васильович
- Секретар ради: Паладій Олена Мірчевна

### Керівний склад попередніх скликань
| Прізвище, ім'я, по батькові | Основні відомості                                                         | Дата обрання | Дата звільнення |
| --------------------------- | ------------------------------------------------------------------------- | ------------ | --------------- |
| Ботлунг Віорел Васильович   | Сільський голова, 1964 року народження, освіта вища, безпартійний         | 26.03.2006   | 31.10.2010      |
| Ботлунг Віорел Васильович   | Сільський голова, 1964 року народження, освіта вища, член Партії регіонів | 31.10.2010   |                 |

Примітка: таблиця складена за даними сайту Верховної Ради України

### Депутати
За результатами місцевих виборів 2010 року депутатами ради стали:

#### За суб'єктами висування
| Суб'єкт висування                 | Кількість обраних депутатів | %    |
| --------------------------------- | --------------------------- | ---- |
| Партія регіонів                   | 15                          | 93,8 |
| Політична партія «Сильна Україна» | 1                           | 6,3  |

#### За округами
| № округу                          | Прізвище, ім'я, по батькові | Дата визнання обраним | Освіта             | Партійна приналежність                  | Відомості про обраного депутата                   |
| --------------------------------- | --------------------------- | --------------------- | ------------------ | --------------------------------------- | ------------------------------------------------- |
| Партія регіонів                   |                             |                       |                    |                                         |                                                   |
| 1                                 | Кришу Валентін Ілліч        | 04.11.2010            | середня            | позапартійний                           | приватний підприємець                             |
| 2                                 | Мизату Микола Ілліч         | 04.11.2010            | середня            | позапартійний                           | пенсіонер                                         |
| 3                                 | Георгіцану Марічел Ілліч    | 04.11.2010            | середня            | позапартійний                           | Годинівський навчально-виховний комплекс, завгосп |
| 4                                 | Якуб Фанел Васильович       | 04.11.2010            | середня            | позапартійний                           | Герцаївське лісництво, лісник                     |
| 5                                 | Мельничук Іван Мірчевич     | 04.11.2010            | середня спеціальна | позапартійний                           | тимчасово не працює                               |
| 6                                 | Паладій Олена Мірчевна      | 04.11.2010            | вища               | позапартійна                            | Годинівська сільська рада, секретар               |
| 7                                 | Дякону Ольга Іванівна       | 04.11.2010            | середня            | позапартійна                            | будинок культури с. Годинівка, директор           |
| 8                                 | Якобан Василь Дмитрович     | 04.11.2010            | середня            | позапартійний                           | приватний підприємець                             |
| 9                                 | Малуш Сергій Васильович     | 04.11.2010            | середня спеціальна | позапартійний                           | ЛВЧД-6 м. Чернівці, проводник                     |
| 11                                | Спатару Георгій Ілліч       | 04.11.2010            | середня            | позапартійний                           | ПМК-76 м. Чернівці, водій                         |
| 12                                | Козарь Олена Георгіївна     | 04.11.2010            | середня            | позапартійна                            | приватний підприємець                             |
| 13                                | Єнекюк Іоана Семенівна      | 04.11.2010            | вища               | позапартійна                            | Луковецька загальноосвітня школа, вчитель         |
| 14                                | Кіріяк Тодор Тодорович      | 04.11.2010            | середня            | позапартійний                           | приватний підприємець                             |
| 15                                | Якуб Василь Олександрович   | 04.11.2010            | середня спеціальна | позапартійний                           | СТОВ «Колосок-2», робітник                        |
| 16                                | Скалку Іван Георгійович     | 04.11.2010            | середня            | позапартійний                           | ЛВЧД-6 м. Чернівці, водій                         |
| Політична партія «Сильна Україна» |                             |                       |                    |                                         |                                                   |
| 10                                | Русу Сорін Михайлович       | 04.11.2010            | середня спеціальна | член Політичної партії «Сильна Україна» | Герцаївський РЕМ, майстер                         |